# Collezionista (personaggio)
Il Collezionista (in inglese Collector), il cui vero nome è Taneleer Tivan, è un personaggio dei fumetti, creato da Stan Lee (testi) e Don Heck (disegni), pubblicato dalla Marvel Comics. La sua prima apparizione avviene in The Avengers (vol. 1) n. 28 (maggio 1966).
È interpretato da Benicio del Toro nei film del Marvel Cinematic Universe Thor: The Dark World (2013), Guardiani della Galassia (2014) e Avengers: Infinity War (2018).

## Storia editoriale
Collezionista apparve per la prima volta in The Avengers (vol. 1) n. 28 (maggio 1966) e fu ideato da Stan Lee e Don Heck.

## Biografia del personaggio
Taneleer Tivan è uno degli Antichi dell'Universo ed è fratello del suo simile Gran Maestro. Nacque miliardi di anni fa sul pianeta Cygnus X-1. È un essere molto potente, dotato del Potere Primordiale e, anche se ha assunto le sembianze di un debole e fragile uomo anziano, la sua vera forma è quella di un alieno fisicamente potente.
Per milioni di anni, Il Collezionista visse su un mondo sconosciuto insieme alla sua famiglia, spendendo le sue giornate in meditazione. Oltre tre miliardi di anni fa, quando sua moglie Matani rinunciò alla sua immortalità e voglia di vivere, il Collezionista capì di avere bisogno di un hobby per mantenere la sua sanità mentale, e incominciò a collezionare artefatti e creature rare in giro per l'universo. Successivamente la sua ossessione raggiunse un livello tale da spingerlo a collezionare qualsiasi cosa che considerasse raro e di valore solo per il piacere di possederla, arrivando ad avere una grande quantità di oggetti unici.
Il Collezionista ha anche il potere di vedere nel futuro, permettendogli di prevedere l'arrivo di un essere abbastanza potente da rappresentare una minaccia per gli Antichi: Thanos. Per proteggere la vita dell'universo, il Collezionista creò un museo di innumerevoli forme di vita per tenerle al sicuro da Thanos. Per un periodo di tempo, ha anche posseduto una delle Gemme dell'Infinito, inconsapevole, però, del suo potenziale, finché non venne presa da Thanos.
A un certo punto, nel corso di miliardi di anni, incontrò gli altri Anziani che come lui furono gli ultimi membri delle prime specie senzienti dell'universo. Considera gli altri Anziani come suoi fratelli, ma collaborano solo quando hanno un obiettivo comune.
Nell'era moderna, raggiunse la Terra e catturò Wasp per poi pianificare di collezionare gli altri Vendicatori con l'aiuto di Scarabeo, ma venne sconfitto. Successivamente prese il controllo della mente di Thor e si servì di lui per catturare i Vendicatori, ma fu sconfitto nuovamente.

### La saga di Korvac
Dopo che Thanos venne sconfitto dagli eroi della Terra, il Collezionista ebbe la visione di una nuova minaccia: Korvac, un cyborg proveniente dal XXXI secolo di un universo alternativo, che ha assunto l'identità di Michael nella New York del XX secolo. Anche i Vendicatori furono consapevoli di questa minaccia ma non conoscevano la sua vera identità. Per proteggerli, il Collezionista catturò alcuni di loro e pianificò di farsi aiutare da loro, ma un secondo gruppo di Vendicatori lo sconfisse.
Sentendo la sua fine imminente, il Collezionista rivela che, dopo aver saputo di Korvac, ha fatto diventare sua figlia Carina una spia e arma da usare contro il cyborg. Mentre stava per avvertire i Vendicatori di Korvac, quest'ultimo lo scoprì e lo disintegrò.

### Attività successive
Qualche tempo dopo, l'Anziano conosciuto come Gran Maestro ha giocato un gioco chiamato il Torneo dei campioni con la Morte, e ha provocato la resurrezione del suo "collega" Anziano Collezionista, da parte della Morte.
Collezionista catturò Marrina e affrontò Uomo Ragno e Alpha Flight. Aiutò il Gran Maestro nell'intrappolare i Vendicatori nel regno della Morte.
Collezionista si unì agli altri Anziani nel loro piano di uccidere Galactus e ricreare l'Universo, ma il loro piano venne rovinato da Silver Surfer per poi essere divorati da Galactus. Dato che la Morte ha giurato che gli Anziani non sarebbero mai morti, fece venire a Galactus una indigestione cosmica finché gli Anziani vennero tirati fuori da Lord Caos e Mastro Ordine. Poi Collezionista aiutò Silver Surfer a sconfiggere l'In-Betweener.
Diede Gemma Della Realtà a Thanos in cambio del Corridore, che fu tramutato in un bambino da Thanos, Corridore tornò adulto e si mise a picchiare Collezionista dopo lo scambio.

## Altri media

### Marvel Cinematic Universe
Il Collezionista compare nel Marvel Cinematic Universe interpretato da Benicio del Toro. Nella sua versione cinematografica, il personaggio svolge la medesima attività principale svolta anche nei fumetti (ovvero, collezionare oggetti e esseri viventi rari), e, per un certo periodo di tempo, possiede la Gemma della Realtà, ma si sa poco o nulla del suo passato.
- Appare per la prima volta come antagonista minore assoluto nella scena dopo i titoli di coda del film Thor: The Dark World (2013), dove riceve da Lady Sif e Volstagg la Gemma della Realtà affinché possa tenerla al sicuro.
- In Guardiani della Galassia (2014) i Guardiani si recano da lui per vendergli l'Orb e questi lo apre mostrando che all'interno si trova la Gemma del Potere, di incomparabile bellezza. Carina, la sua assistente, mossa dal desiderio di impossessarsene, afferra a mani nude la gemma, ma così facendo scatena la forza dirompente dell'artefatto e muore nell'esplosione distruggendo la sede del Collezionista, che però, probabilmente grazie alla sua natura, rimane illeso pur venendo investito direttamente dal colpo. Dopo l'incidente, i Guardiani recuperano la gemma.
- In Avengers: Infinity War (2018) Thanos si reca dal Collezionista per recuperare la Gemma della Realtà e con essa, allestire una magnifica messa in scena per soggiogare il resto dei Guardiani della Galassia e per catturare la sua figliastra Gamora, custode del segreto dell'ubicazione della Gemma dell'Anima. Non è chiaro se il Titano Pazzo abbia ucciso il Collezionista.
- Il Collezionista compare anche nella prima serie animata del Marvel Cinematic Universe What If...? (2021).

### Televisione
- Il Collezionista compare nelle serie animate I Vendicatori, Ultimate Spider-Man, Hulk e gli agenti S.M.A.S.H. e Guardiani della Galassia.

### Videogiochi
- Il Collezionista compare come personaggio giocabile sia in LEGO Marvel's Avengers dopo aver completato tutte le sue missioni che in LEGO Marvel Super Heroes 2.
- Il Collezionista appare come boss alla fine di alcuni livelli del videogioco per smartphone Marvel: Sfida dei campioni.